# Wenqing (socken i Kina, lat 26,75, long 102,91)
Wenqing (kinesiska: 文箐乡, 文箐) är en socken i Kina. Den ligger i provinsen Sichuan, i den sydvästra delen av landet, omkring 450 kilometer söder om provinshuvudstaden Chengdu. Antalet invånare är 7 757. Befolkningen består av 3 529 kvinnor och 4 228 män. Barn under 15 år utgör 28,0 %, vuxna 15-64 år 0,00 %, och äldre över 65 år 8,0 %.
Genomsnittlig årsnederbörd är 1 047 millimeter. Den regnigaste månaden är juli, med i genomsnitt 266 mm nederbörd, och den torraste är januari, med 4 mm nederbörd.